# SSVg Velbert
El SSVg Velbert es un equipo de fútbol de Alemania que juega en la Regionalliga West, una de las ligas que conforman la cuarta división de fútbol en el país.

## Historia
Fue fundado en el año 1902 en la ciudad de Velbert con el nombre Velberter 02 , siendo el tercer equipo más viejo de la región de Westfalia. En el año 1912 se unieron al Turner Velberter Turnvereins 1864 para crear al VFC 02 y en 1933 se fusionaron con el BV 07 para crear al combinado de entreguerra Verein für Bewe-gungspiele 02/07 Velbert y que jugaba con los colores verde y blanco.
En 1934 consiguieron una racha de 16 triunfos consecutivos y en 1941 se fusionaron con el SV Borussia Velbert 06 por corto tiempo debido al conflicto que había en la región a causa de la Segunda Guerra Mundial.
En 1964 se fusionarían el SSV Velbert 1912 y el Verein für Bewe-gungspiele 02/07 Velbert para crear al equip actual y cambiaron los colores por los actuales azul y blanco, y cinco años más tarde ascenderían a la Regionalliga West (II), en la que solo estuvieron una temporada y los problemas financieros atacarona tanto al equipo que en la década de los años 1990 estaban en el sexto nivel del fútbol alemán.
En el año 2003 clasificaron para jugar en la Copa de Alemania, en la que eliminaron en la Primera ronda al Maguncia 05 en penales, pero en la ronda siguiente los eliminó el SSV Jahn Regensburg.

## Palmarés
- Lower Rhine Cup: 2

2003, 2006
- Oberliga Nordrhein: 1

2004
- Oberliga Niederrhein: 3

2015, 2023, 2025
- Verbandsliga Niederrhein: 2

1969, 2000
- Landesliga Niederrhein: 1

1999